# Álvaro Lapuerta
Álvaro de Lapuerta Quintero (22 de setembro de 1927 – 2 de junho de 2018) foi um político espanhol que estava assentado sobre o Congresso dos Deputados entre 1977 e 2004, e atuou como tesoureiro do Partido popular, de 1993 a 2008. Ele foi questionado a respeito de seu papel no caso Bárcenas e dispensado após um diagnóstico de demência.

## Início da carreira
Nascido em 22 de setembro de 1927, em Madrid, Lapuerta estudou direito na Universidade Complutense de Madrid e tornou se um procurador da república, trabalhando em Gerona, Teruel e Guadalajara. Seu pai, José Maria de Lapuerta trabalhou para Campsa.

## Vida pessoal
Ele foi ferido em uma queda em 2013, e ficou em coma. Depois de Lapuerta foi diagnosticado com demência, a Audiencia Nacional dispensou ele a partir do questionamento referente ao caso Bárcenas e os relacionados com o caso Gürtel. Lapuerta, a aquisição e a venda do Libertad Digital de suspeitas de irregularidades financeiras, como ele tinha ganhado um €69,850 de lucro.

### Morte
Ele morreu em Madrid, aos 90 anos, em 2 de junho de 2018 de demência.